# أنتونيو دي جينارو
أنتونيو دي جينارو (بالإيطالية: Antonio Di Gennaro)، (فلورنسا، 5 أكتوبر 1958) لاعب كرة قدم إيطالي سابق في مركز خط الوسط وأيضا مدرب كرة قدم إيطالي.
خلال مسيرته كلاعب خط وسط، لعب لنادي فيورنتينا ما بين (1976–80)، نادي بيروجيا (1980–81)، هيلاس فيرونا (1981–88)، نادي باري (1988–91). و استطاع الفوز بلقب الدوري الإيطالي الممتاز موسم 1984-85 مع نادي باري. درب إيه سي ميلان لفترة بسيطة في في عام 2001.
1. 1 2  "La scheda di Antonio DI GENNARO" (بالإيطالية). Hellastory.net. Archived from the original on 2020-08-02. Retrieved 2017-03-14.
2. ↑  Budget airlines football guide - Veronaنسخة محفوظة 18 أكتوبر 2012 على موقع واي باك مشين.

## روابط خارجية
- أنتونيو دي جينارو على موقع الاتحاد الدولي (مؤرشف)  (الإنجليزية)
- أنتونيو دي جينارو على موقع قاعدة بيانات كرة القدم.إي يو (الإنجليزية)
- أنتونيو دي جينارو على موقع ناشيونال فوتبول تيمز (الإنجليزية)
- أنتونيو دي جينارو على موقع عالم كرة القدم.نت (الإنجليزية)